# Vojaški ordinariat Argentine
Vojaški ordinariat Argentine (špansko Obispado Castrense de la Argentina) je rimskokatoliški vojaški ordinariat, ki je vrhovna cerkveno-verska organizacija in skrbi za pripadnike oboroženih sil Argentine.
Sedež ordinariata je v Buenos Airesu.

## Zgodovina
Ordinariat je bil ustanovljen 8. julija 1957 kot vikariat, nato pa je bil 21. aprila 1986 povzdignjen v škofijo.

## Škofje
- Fermín Emilio Lafitte (1957 - 1959)
- Antonio Caggiano (14. december 1959 - 7. julij 1975)
- Adolfo Servando Tortolo (7. julij 1975 - 30. marec 1982)
- José Miguel Medina (30. marec 1982 - 7. marec 1990)
- Norberto Eugenio Conrado Martina (8. november 1990 - 28. avgust 2001)
- Antonio Juan Baseotto (8. november 2002 - danes)